# Hrvatska teniska reprezentacija
Hrvatska teniska reprezentacija predstavlja Hrvatsku na međunarodnim reprezentativnim teniskim natjecanjima, kao što su Davisov kup i Olimpijske igre. Rad reprezentacije rukovodi Hrvatski teniski savez.

## Sadašnji sastav
Trenutačni sastav igrača je posljednji aktualni iz siječnja 2024.
Igrači: Marin Čilić, Mate Pavić, Ivan Dodig, Nino Serdarušić, Duje Ajduković
Izbornik: Velimir Zovko

Sastav iz 2018. godine kada Hrvatska osvaja svoj drugi Davisov kup.
Izbornik Hrvatske teniske reprezentacije bio je Vedran Martić.
| Igrač         | ATP rang (pojedinačno) | ATP rang (parovi) | Početak karijere | W - L (ukupno) | W - L (pojedinačno) | W - L (parovi) |
| ------------- | ---------------------- | ----------------- | ---------------- | -------------- | ------------------- | -------------- |
| Marin Čilić   | 7                      | N/A               | 2006.            | 37 - 17        | 27 - 11             | 10 - 6         |
| Borna Ćorić   | 12                     | 778               | 2013.            | 9 - 7          | 9 - 7               | 0 - 0          |
| Franko Škugor | 492                    | 28                | 2015.            | 3 - 4          | 1 - 3               | 2 - 1          |
| Mate Pavić    | N/A                    | 4                 | 2013.            | 0 - 4          | 0 - 1               | 0 - 3          |
| Ivan Dodig    | N/A                    | 35                | 2010.            | 11 - 12        | 2 - 7               | 9 - 5          |

## Olimpijske igre
Hrvatska reprezentacija je na Olimpijskim igrama osvojila 3 medalje. U Barceloni 1992. Goran Ivanišević osvojio je dvije brončane medalje: u pojedinačnoj konkurenciju i u paru s Goranom Prpićem. Treću medalju osvojili su Ivan Ljubičić i Mario Ančić na Igrama u Ateni 2004. godine.

## Davisov kup
Prvo natjecanje u Davisovom kupu reprezentacija je imala 1993., ali su hrvatski tenisači kao dio reprezentacije bivše Jugoslavije igrali u tri polufinala ovog natjecanja: 1988., 1989. i 1991.

### Završnice
| Godina | Faza/Protivnik   | Rezultati                           | W–L | Ekipa - samo igrači koji su odigrali barem 1 živi meč (ukupan omjer pobjeda i poraza; parovi)                                                     | Izbornik      |
| ------ | ---------------- | ----------------------------------- | --- | --- | ------------- |
| 2005.  | 1K: ČF: PF: F:   | 1K: 3–2 ČF: 4–1 PF: 3–2 F: 3–2      | /   | Mario Ančić (6-4; 4-0), Ivan Ljubičić (11-1; 4-0)                                                                                                 | Nikola Pilić  |
| 2016.  | 1K: ČF: PF: F:   | 1K: 3–2 ČF: 3–2 PF: 3–2 F: 2–3      | /   | Marin Čilić (6-2; 2-0), Borna Ćorić (1-2; 0-0), Ivan Dodig (3-0; 3-0), Ivo Karlović (0-2; 0-0), Franko Škugor (1-0; 1-0)                          | Željko Krajan |
| 2018.  | 1K: ČF: PF: F:   | 1K: 3–1 ČF: 3–1 PF: 3–2 F: 3–1      | /   | Marin Čilić (6-1; 1-0), Borna Ćorić (5-1; 0-0), Ivan Dodig (2-2; 2-2), Viktor Galović (0-1; 0-0), Nikola Mektić (1-0; 1-0), Mate Pavić (0-2; 0-2) | Željko Krajan |
| 2021.  | GF: , ČF: PF: F: | GF: 3–0, 2–1 ČF: 2–1 PF: 2–1 F: 0–2 | 4–1 | Marin Čilić (1-4; 0-0), Borna Gojo (4-1; 0-0), Nikola Mektić (4-0; 4-0), Mate Pavić (4-0; 4-0), Nino Serdarušić (1-0; 0-0)                        | Vedran Martić |

### Osvajanje Davisova kupa 2005.
Najveći uspjeh reprezentacije ostvaren je 2005. godine, kada je postala tek 12. reprezentacija u povijesti i prvi ne-nositelj koji je osvojio Davisov kup.
Finalni susret igrao se u glavnom gradu Slovačke u Bratislavi od 2. – 4. prosinca 2005.
- Hrvatska: Mario Ančić, Goran Ivanišević, Ivo Karlović, Ivan Ljubičić; trener: Nikola Pilić
- Slovačka: Karol Beck, Karol Kučera, Dominik Hrbatý, Michal Mertiňák; trener: Miroslav Mečíř

Slovačka - Hrvatska 2:3
- Ivan Ljubičić (HRV) pobjeda nad  Karol Kučera (SVK), 6:3, 6:4, 6:3
- Dominik Hrbatý (SVK) pobjeda nad Mario Ančić (HRV), 7:6, 6:3, 6:7, 6:4
- Mario Ančić / Ivan Ljubičić (HRV) pobjeda nad Dominik Hrbatý / Michal Mertiňák (SVK), 7:6, 6:3, 7:6
- Dominik Hrbatý (SVK) pobjeda nad Ivan Ljubičić (HRV), 4:6, 6:3, 6:4, 3:6, 6:4
- Mario Ančić (HRV) pobjeda nad Michal Mertiňák (SVK), 7:6, 6:3, 6:4

### Osvajanje Davisova kupa 2018.
Ponovljeni najveći uspjeh u Davisovom kupu reprezentacija je ostvarila 2018. godine pobjedom protiv Francuske te je ujedno i posljednja reprezentacija osvajačica Davisova kupa u ovakvome obliku natjecanja.
Završni susret igrao se u Lilleu u Francuskoj od 23. do 25. studenoga 2018.
- Hrvatska: Marin Čilić, Borna Čorić, Franko Škugor, Mate Pavić, Ivan Dodig; trener Željko Krajan
- Francuska: Lucas Pouille, Jérémy Chardy, Nicolas Mahut, Pierre-Hugues Herbert, Jo-Wilfried Tsonga; trener: Yannick Noah

Francuska - Hrvatska 1:3
- Borna Čorić (HRV) pobjeda nad Jeremyjem Chardyjem (FRA), 6:2, 7:5, 6:4
- Marin Čilić (HRV) pobjeda nad Jo-Wilfriedom Tsongom (FRA), 6:3, 7:5, 6:4
- Pierre-Hugues Herbert / Nicolas Mahut (FRA) pobjeda nad Ivanom Dodigom / Matom Pavićem, 6:4, 6:4, 3:6, 7:6
- Marin Čilić (HRV) pobjeda nad Lucasom Pouilleom (FRA), 7:6, 6:3, 6:3

## Nastupi reprezentativaca
| Igrač            | pobjede:porazi (ukupno) | pobjede:porazi (pojedinačno) | pobjede:porazi (parovi) | Razdoblje nastupa |
| ---------------- | ----------------------- | ---------------------------- | ----------------------- | ----------------- |
| Mario Ančić      | 21:13                   | 13:11                        | 8:2                     | 1999. – 2009.     |
| Ivan Beroš       | 1:0                     | 1:0                          | 0:0                     | 1999.             |
| Ivan Cerović     | 0:1                     | 0:1                          | 0:0                     | 2006.             |
| Marin Čilić      | 39:17                   | 29:11                        | 10:6                    | 2006. - danas     |
| Borna Ćorić      | 10:7                    | 10:7                         | 0:0                     | 2013. - danas     |
| Mate Delić       | 1:4                     | 1:4                          | 0:0                     | 2014. – 2015.     |
| Ivan Dodig       | 11:13                   | 2:7                          | 9:6                     | 2010. - danas     |
| Marin Draganja   | 2:3                     | 0:1                          | 2:2                     | 2014. – 2017.     |
| Viktor Galović   | 1:1                     | 1:1                          | 0:0                     | 2017.             |
| Saša Hiršzon     | 11:12                   | 6:8                          | 5:4                     | 1994. – 1998.     |
| Goran Ivanišević | 33:11                   | 20:6                         | 13:5                    | 1993. – 2003.     |
| Roko Karanušić   | 2:6                     | 2:5                          | 0:1                     | 2005. – 2009.     |
| Ivo Karlović     | 13:14                   | 9:10                         | 4:4                     | 2000. – 2016.     |
| Željko Krajan    | 1:2                     | 1:2                          | 0:0                     | 1998. – 1999.     |
| Ivan Ljubičić    | 36:19                   | 23:13                        | 13:6                    | 1998. – 2010.     |
| Nikola Mektić    | 4:1                     | 1:1                          | 3:0                     | 2011. - danas     |
| Goran Orešić     | 1:1                     | 1:1                          | 0:0                     | 1996.             |
| Ante Pavić       | 0:1                     | 0:1                          | 0:0                     | 2017.             |
| Mate Pavić       | 0:5                     | 0:1                          | 0:4                     | 2013. - danas     |
| Goran Prpić      | 1:5                     | 1:3                          | 0:2                     | 1993.             |
| Igor Šarić       | 2:0                     | 2:0                          | 0:0                     | 1994. – 1996.     |
| Franko Škugor    | 3:4                     | 1:3                          | 2:1                     | 2015. - danas     |
| Saša Tuksar      | 0:2                     | 0:2                          | 0:0                     | 2004. – 2006.     |
| Ivan Vajda       | 0:1                     | 0:1                          | 0:0                     | 2001.             |
| Antonio Veić     | 1:2                     | 1:2                          | 0:0                     | 2010. – 2012.     |
| Lovro Zovko      | 6:9                     | 5:2                          | 1:7                     | 1998. – 2009.     |
| Ukupno           | 165:129                 | 130:104                      | 35:25                   | 1993. – 2018.     |

Posljednje ažuriranje: 29. studenoga 2018.

## Izbornici
- Bruno Orešar (1993. – 1994.)
- Željko Franulović (1994. – 1997.)
- Goran Prpić (1997. – 2001.)
- Nikola Pilić (2001. – 2005.)
- Ivan Ljubičić (2006.)
- Goran Prpić (2007. – 2011.)
- Željko Krajan (2012. – 2019.)
- Vedran Martić (2020. - 2023.)
- Velimir Zovko (2023. - )

## ATP-ov kup
Hrvatska je sudjelovala samo na prvome izdanju 2020. i natjecanje je završila u skupini.

## Svjetsko momčadsko prvenstvo u tenisu
Svjetsko momčadsko prvenstvo (eng. World Team Cup), Hrvatska reprezentacija osvojila je 2006. te je tada postala 13. u povijesti koja je osvojila to natjecanje. U ovomu natjecanju Hrvatska bilježi i završnicu 1995., kada je poražena od reprezentacije Švedske s 1:2. Natjecanje se ne održava od 2012. 
Goran Ivanišević i Goran Prpić igrali su za reprezentaciju Jugoslavije sa Slobodanom Živojinovićem kada je Jugoslavija 1990. jedini put osvojila to natjecanje.

### Završnice
| Godina | Faza/Protivnik | Rezultati                | W–L | Ekipa (ukupan omjer pobjeda i poraza; parovi)                               |
| ------ | -------------- | ------------------------ | --- | --------------------------------------------------------------------------- |
| 1995.  | GF: , F:       | GF: 2–1, 1–2, 2–1 F: 1–2 | 2–2 | Saša Hiršzon (2-5; 1-2), Goran Ivanišević (5-3; 1-3), Igor Šarić (0-1; 0-1) |
| 2006.  | GF: , F:       | GF: 2–1, 2–1, 3–0 F: 2–1 | 4–0 | Mario Ančić (3-1; 1-0), Ivo Karlović (4-1; 3-1), Ivan Ljubičić (5-2; 2-1)   |

## Juniorski Davisov kup (do 16 god.)
Do sada, Hrvatska je dvaput sudjelovala u završnicama Juniorskoga Davisova kupa i to u finalu igranomu 1998. (poraz od Španjolske 1:2) te u 1999. (poraz od SAD-a 0:3).

## Zanimljivosti
- U svibnju 1927. u susretu Kraljevine Srba, Hrvata i Slovenaca protiv Finske Franjo Šefer ostvario je prvu pobjedu jednoga hrvatskoga tenisača u Davisovu kupu.[5]
- Nikola Pilić prvi je izbornik koji je uspio osvojiti Davisov kup s trima različitim reprezentacijama (Njemačka, Hrvatska i Srbija).
- Par Ančić/Ljubičić na putu prema osvajanju Davisovog kupa 2005. u susretu protiv SAD-a nanio je prvi poraz u Davisovom kupu braći Bryan, najuspješnijem teniskom paru u povijesti. Godinu dana kasnije na putu prema osvajanju Svjetskog momčadskog prvenstva par Karlović/Ljubičić pobijedio je braću Bryan u pobjedi protiv SAD-a u skupini.

## Vanjske poveznice
|  | Zajednički poslužitelj ima još gradiva o temi Tenis u Hrvatskoj                    |
|  | Zajednički poslužitelj ima još gradiva o temi Davisov kup 2011., Hrvatska-Njemačka |